# Vieni qui
Vieni qui è il quinto singolo estratto dall'album di Vasco Rossi Il mondo che vorrei.
Il singolo, scaricabile anche su PlayStation 3, è uscito il 16 gennaio 2009 ed è entrato direttamente al 25º posto nella classifica dei brani più trasmessi dalle radio.

## Video musicale
Il videoclip, dove si può vedere parte della tournée estiva del 2008, narra di una storia realmente accaduta: una coppia di sposi che arriva, con i loro amici, direttamente dalla chiesa allo Stadio San Siro. La sposa scappa dall'auto approfittando di un semaforo rosso ed entra allo stadio, all'insistente "vieni qui" di Vasco cui lei non sa resistere, poi sale sul palco e lancia il suo bouquet in mezzo agli altri fan. Ancora una volta la regia è stata affidata a Swan.

## Formazione
- Vasco Rossi - voce
- Paul Bushnell - basso
- Vinnie Colaiuta - batteria
- Michael Landau - chitarra elettrica
- Tim Pierce - chitarra elettrica
- Dean Parks - chitarra acustica
- Frank Nemola - tastiere, programmazione
- Guido Elmi - cembalo
- Moreno Ferrara - cori
- Silvio Pozzoli - cori

## Classifiche
| Classifica (2009) | Posizione massima |
| ----------------- | ----------------- |
| Italia            | 22                |